# Вільшанська селищна територіальна громада (Черкаська область)
Вільша́нська селищна громада — об'єднана територіальна громада в Україні, в Городищенському районі Черкаської області. Адміністративний центр — селище Вільшана.
Населення громади становить 8474 особи (2017).

## Історія
Утворена 8 серпня 2018 року шляхом об'єднання Вільшанської селищної ради, Вербівської, Воронівської, В'язівської та Петриківської сільських рад Городищенського району. 
Перші вибори відбулись 23 грудня 2018 року.
17 липня 2020 року до складу громади були включені також ліквідовані Зеленодібрівська та Товстівська сільські ради.

## Склад
До складу громади входять:
| Населений пункт      | Населення, осіб (2001) |
| -------------------- | ---------------------- |
| Вербівка, село       | 1756                   |
| Вільшана, селище     | 3256                   |
| Воронівка, село      | 1034                   |
| В'язівок, село       | 2716                   |
| Дмитрове, село       | 73                     |
| Зелена Діброва, село | 685                    |
| Ільченкове, селище   | 11                     |
| Кличкове, селище     | 4                      |
| Кудинівка, селище    | 7                      |
| Моргунове, селище    | 56                     |
| Петрики, село        | 637                    |
| Сагайдачне, селище   | 87                     |
| Сегединці, село      | 324                    |
| Стадниця, селище     | 45                     |
| Товста, село         | 831                    |
| Трихуторівка, селище | 61                     |
| Хрестівка, селище    | 4                      |